# وليم نجيب نصار
وليم نجيب جورج نصار (1945/01/09 - 2019/07/06)، مناضل وأسير وعضو المجلس الوطني الفلسطيني. ولد في القدس لأُسرة الفار جغب التي تعود اصولها لرام الله؛ والدته أُوديت سرور يهودية لبنانية، تحولت إلى المسيحية وتزوجت والده الحاصل على ماجستير الآثار من جامعة الملك فاروق. بدأ طفولته في مصر حيث عَمِل والده، ودرس في مدرسة المطران في القدس.

## بداية نشاطه ثم التحاقه بالثورة
تأثر بكمال ناصر وانضم لحزب البعث وأسهم بتأسيس ما سمي بـ “اتحاد الطلبة الثائر”. تعرف على خليل الوزير وصبري صيدم في سوريا وتلقى تدريب في كيفية عمل العبوات والالغام واصبح خبيرا في هذا المجال. التحق بحركة فتح عام 1965 وبدا بتدريب عناصر حركة فتح في لبنان وشارك في توسيع خلايا الحركة في لبنان وبناء اطارها التنظيمي الأول. ثم انتقل إلى ألمانيا وتعاون مع قادة اخرين في الحركة كهايل عبد الحميد وهاني الحسن ولاحقا تعرف على يحيى عاشور في النمسا.
التحق بدورة حربية في جمهورية الصين الشعبية، ومن ثم في العام 1968، تسلل إلى الأرض المُحتلة وأنشأ مع آخرين قواعد في الجبال والمُغر. أعتقلته سلطات الاحتلال وكالت له عذاباً مضاعفا بعد علمها بأن أمه يهودية، إذ اعتبروه يهودياً خائناً أو ربما يهودي كاره لنفسه.

## فك أسره
خططت منظمة أيلول الأسود عملية سابينا الرحلة 571 حيث قامت «مجموعة وليم نصار» بخطف طائرة وطالب الفدائيون بتحرير بعض الاسرى ومنهم وليم شخصيا، الا ان قوات الاحتلال تمكنت من قتل قائد المجموعة علي طه ورفيقه عبد الرؤوف الأطرش، والقبض على تريز هلسة وريما عيسى. لاحقا، خرج ضمن عملية تبادل مع الجاسوسة أمينة داود المفتي التي أسرتها المقاومة عام 1980 بعد اعتقال دام 12 عام.

## ما بعد فك الأسر
عمل في مكتب الرئيس ياسر عرفات في بيروت قبل الاجتياح الإسرائيلي وكان مسؤول مكتبه الأمني. والتحق بالجامعة الأمريكية في بيروت وتوقف بسبب الحرب على لبنان ومغادرة قوات الثورة إلى تونس، وبعد اتفاقيات أوسلو، دخل للأراضي المُحتلة. شغل مناصب رئيسية في السلطة الوطنية الفلسطينية وتقاعد برتبة لواء. كذلك عَمِل محاضراً في جامعة بيرزيت.

## مؤلفاته
له أعمال كتابية «الدستور الذي نريد لفلسطين»، «تغريبة بني فتح – أربعون عاماً في متاهة فتحاوية»، «الديمقراطية والانتخابات والحالة الفلسطينية».

## وفاته
اصابه مرض عضال وتوفي وشُيع بمشاركة رسمية وشعبية في رام الله في 2019/07/09 بجنازة عسكرية انطلقت باتجاه كنيسة رام الله للروم الأرثوذكس ومن ثم إلى مثواه الأخير.